# Boronia jensziae
Boronia jensziae är en vinruteväxtart som beskrevs av M. F. Duretto. Boronia jensziae ingår i släktet Boronia och familjen vinruteväxter. Inga underarter finns listade i Catalogue of Life.